# Fußball-Weltmeisterschaft 1934/Schweiz
Dieser Artikel behandelt die Schweizer Nationalmannschaft bei der Fußball-Weltmeisterschaft 1934.

## Qualifikation
Die Schweiz befand sich gemeinsam mit Rumänien und Jugoslawien in Qualifikationsgruppe 6. Die zwei Unentschieden (jeweils 2:2) hätten eigentlich nicht für die Qualifikation gereicht, doch da Rumänien einen nicht teilnahmeberechtigten Spieler eingesetzt hatte, wurde das Unentschieden in einen 2:0-Forfaitsieg umgewandelt.
|    | Land        | Tore | Pt  |
| -- | ----------- | ---- | --- |
| 1. | Schweiz **  | 5:2  | 3:1 |
| 2. | Rumänien ** | 2:3  | 2:2 |
| 3. | Jugoslawien | 3:4  | 1:3 |

| Datum              | Spielort | Begegnung              | Ergebnis  |
| ------------------ | -------- | ---------------------- | --------- |
| 24. September 1933 | Belgrad  | Jugoslawien – Schweiz  | 2:2 (0:0) |
| 29. Oktober 1933   | Bern     | Schweiz – Rumänien     | 2:0*      |
| 29. April 1934     | Bukarest | Rumänien – Jugoslawien | 2:1 (1:0) |

* Endergebnis 2:2 (0:1), aber mit 2:0 Toren und 2:0 Punkten für die Schweiz gewertet.

## Aufgebot
| Name        | Name               | Damaliger Verein        | Geburtstag         | Spiele   | Tore     |          |          |          |
| Torhüter    | Torhüter           | Torhüter                | Torhüter           | Torhüter | Torhüter | Torhüter | Torhüter | Torhüter |
| ----------- | ------------------ | ----------------------- | ------------------ | -------- | -------- | -------- | -------- | -------- |
|             | Frank Séchehaye    | Servette Genf           | 3. November 1907   | 2        | 0        |          |          |          |
|             | Renato Bizzozzero  | FC Lugano               | 7. September 1912  | 0        | 0        |          |          |          |
|             | Willy Huber        | Grasshopper Club Zürich | 17. Dezember 1913  | 0        | 0        |          |          |          |
| Verteidiger |                    |                         |                    |          |          |          |          |          |
|             | Severino Minelli   | Grasshopper Club Zürich | 6. September 1909  | 2        | 0        |          |          |          |
|             | Walter Weiler      | Grasshopper Club Zürich | 4. Dezember 1903   | 2        | 0        |          |          |          |
|             | Louis Gobet        | FC Bern                 | 28. Oktober 1908   | 0        | 0        |          |          |          |
|             | Arnaldo Ortelli    | FC Lugano               | 5. August 1913     | 0        | 0        |          |          |          |
|             | Max Weiler         | Grasshopper Club Zürich | 25. September 1900 | 0        | 0        |          |          |          |
| Läufer      |                    |                         |                    |          |          |          |          |          |
|             | Albert Guinchard   | Servette Genf           | 10. November 1914  | 2        | 0        |          |          |          |
|             | Ernst Hufschmid    | FC Basel                | 4. Februar 1913    | 2        | 0        |          |          |          |
|             | Fernand Jaccard    | FC La Tour-de-Peilz     | 8. Oktober 1907    | 2        | 0        |          |          |          |
|             | Ernst Frick        | FC Luzern               | 14. November 1909  | 0        | 0        |          |          |          |
|             | Edmond Loichot     | Servette Genf           | 1905               | 0        | 0        |          |          |          |
|             | Willy Jäggi        | Lausanne-Sports         | 28. Juli 1906      | 1        | 1        |          |          |          |
| Stürmer     |                    |                         |                    |          |          |          |          |          |
|             | Leopold Kielholz   | Servette Genf           | 9. Juni 1911       | 2        | 3        |          |          |          |
|             | André Abegglen     | Grasshopper Club Zürich | 7. März 1909       | 2        | 1        |          |          |          |
|             | Willy von Känel    | FC Biel                 | 30. Oktober 1909   | 2        | 0        |          |          |          |
|             | Giuseppe Bossi     | FC Bern                 | 29. August 1911    | 1        | 0        |          |          |          |
|             | Alfred Jaeck       | FC Basel                | 2. August 1911     | 1        | 0        |          |          |          |
|             | Raymond Passello   | Servette Genf           | 12. Januar 1905    | 1        | 0        |          |          |          |
|             | Erwin Hochstrasser | Lausanne-Sports         | 1911               | 0        | 0        |          |          |          |
|             | Albert Büche       | FC Nordstern Basel      | 1911               | 0        | 0        |          |          |          |
| Trainer     |                    |                         |                    |          |          |          |          |          |
|             | Heinrich Müller    |                         | 4. Juni 1886       |          |          |          |          |          |

## Spielergebnisse

### Schweiz – Niederlande 3:2 (2:1)
Gegen die Niederlande standen sich in einem äußerst ausgeglichenen Spiel zwei gleichwertige Teams gegenüber, wobei die Schweizer das nötige Glück auf ihrer Seite hatten. Spieler des Tages war Leopold Kielholz, dem zwei Treffer gelangen.
Schweiz: Séchehaye – Minelli – Walter Weiler – Guinchard – Jaccard – Hufschmid – von Känel – Passelo – Kielholz – André Abegglen – Bossi. Trainer: Müller.
Niederlande: van der Meulen – Weber – van Ruun – Pellikaan – Anderiesen – van Heel – Wels – Vente – Bakhuys – Smit – van Nellen. Trainer: Glendenning.
- Tore: 1:0 Kielholz (9.), 1:1 Smit (29.), 2:1 Kielholz (44.), 3:1 André Abegglen (65.), 3:2 Vente (69.)
- Schiedsrichter: Ivan Eklind (Schweden)
- Zuschauer: 35.000
- Ort: Stadio San Siro, Mailand
- Datum: 27. Mai 1934

### Tschechoslowakei – Schweiz 3:2 (1:1)
Die Tschechoslowakei setzte sich im Viertelfinale dank ihres sehr gut haltenden Torhüters František Plánička mit 3:2 durch. Die Schweiz konnte lange Zeit das Spiel gegen den Favoriten offenhalten. Kurz vor Schluss erzielte der tschechoslowakische Topstürmer Oldřich Nejedlý jedoch den entscheidenden Treffer.
Tschechoslowakei: Plánicka – Zenisek – Ctyroky – Kostalek – Cambal – Krcil – Junek – Svoboda – Sobotka – Nejedly – Puc
Schweiz: Séchehaye – Minelli – Walter Weiler – Guinchard – Jaccard – Hufschmid – von Känel – Jäggi – Kielholz – André Abegglen – Jäck
- Tore: 0:1 Kielholz (18.), 1:1 Svoboda (36.), 2:1 Sobotka (55.), 2:2 Jaeggi (64.), 3:2 Nejedlý (84.)
- Schiedsrichter: Alois Beranek (Österreich)
- Zuschauer: 12.000
- Ort: Stadio Benito Mussolini, Turin
- Datum: 31. Mai 1934